# 國立清華大學圖書館
國立清華大學圖書館是國立清華大學的大學圖書館系統，成立於1912年。國立清華大學於1956年在台復校，次年清大原子科學研究所圖書室成立，為清大圖書館復設的濫觴。總館目前設於臺灣新竹市東區清大校本部北校區的學習資源中心（旺宏館）後棟，與中心前棟的國際會議廳相鄰。並設有人社、數學、物理、南大等4所分館。國立清華大學圖書館截至2022年6月藏有7,693,627件館藏。

## 歷史

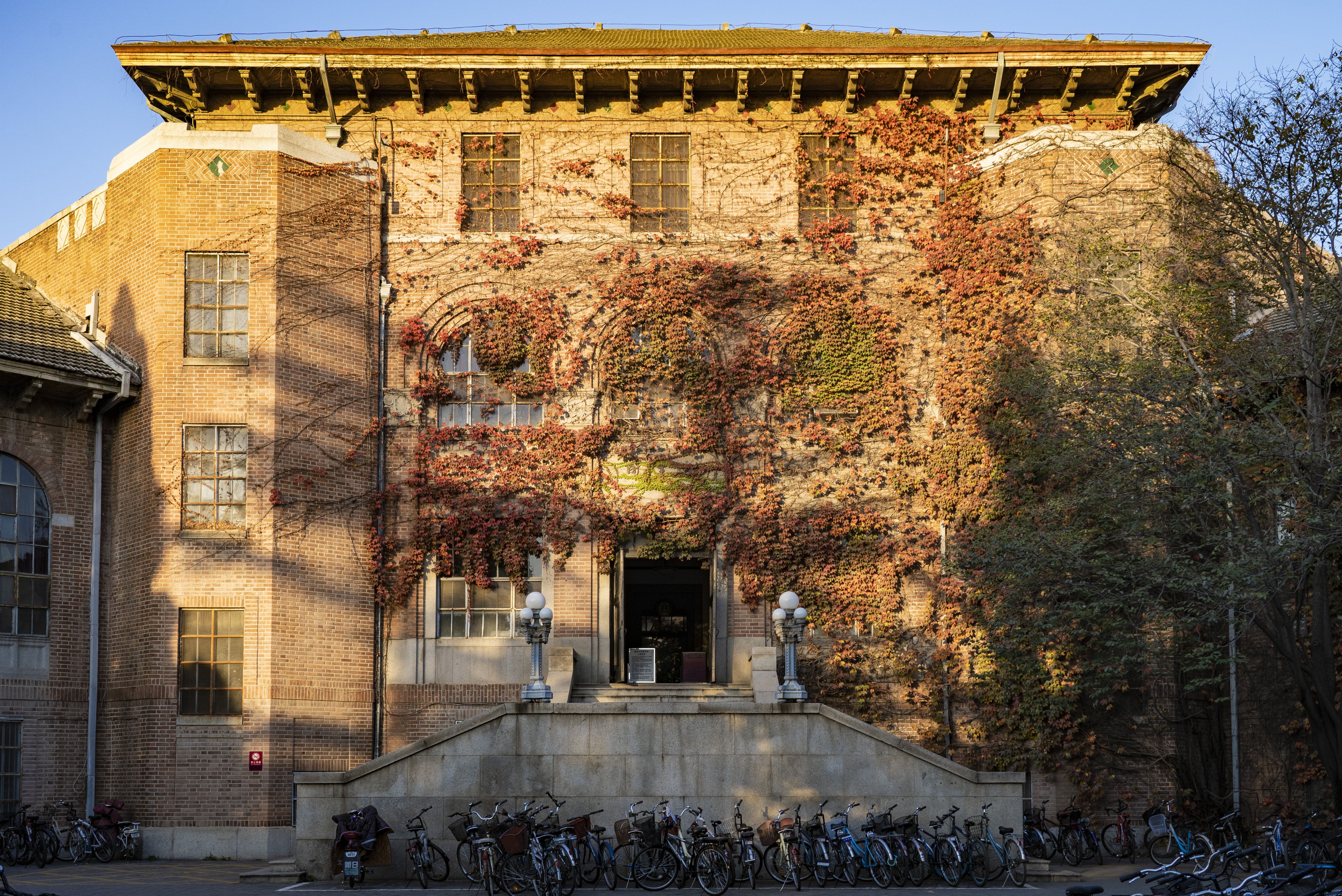
國立清華大學1918年至1937年時的圖書館總館所在地，現為北京清華大學圖書館總館

國立清華大學圖書館是國立清華大學最早設立的單位之一，歷史可上溯至國立清華大學前身清華學堂1912年改稱清華學校時所設立的清華學校圖書室，1913年初以黃光擔任第一任主任。1919年啟用獨立館舍時同時易名為清華學校圖書館。清華學校於1928年改制為國立清華大學時則再度更名為國立清華大學圖書館。1937年七七事變後，隨國立清華大學先與國立北京大學、南開大學合組為國立長沙臨時大學、1938年再度南遷組成國立西南聯合大學，在前任圖書館主任朱自清主事下，原國立清華大學圖書館亦先後與兩校圖書館合組為國立長江臨時大學圖書館及國立西南聯合大學圖書館。直至1945年日本投降、第二次世界大戰結束，國立清華大學1946年於北京復校，始復設國立清華大學圖書館。其時，圖書館亦對校園文化產生影響，國立清華大學學生間形成了「挖礦」的流行語，為赴圖書館鑽研學術的代稱。

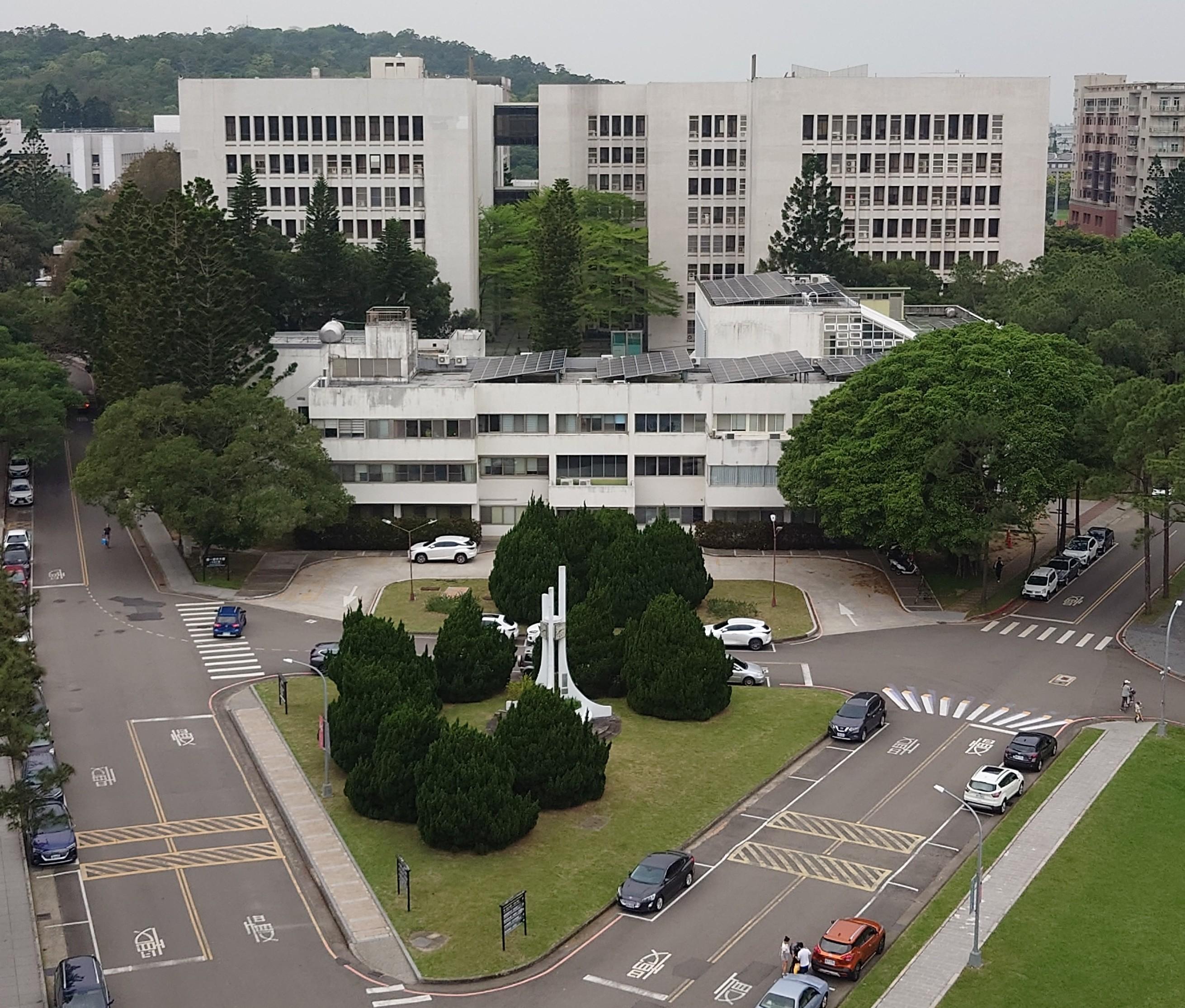
行政大樓（中）、第二綜合大樓（左後），為圖書館在臺第一、三代館舍

隨中華民國政府遷台，1955年，國立清華大學校長梅貽琦主持在台復校初期即同時展開復設圖書館的籌備工作，以張齡佳為在台復校後首任館長，國立清華大學圖書館1957年於行政大樓（第一綜合大樓）先設原子科學研究所圖書室、1963年次設數學資料室、1964年再設中日文資料室。因應學生人數增加，國立清華大學圖書館於1965年展開獨立館舍的籌建，並於1967年冬季遷入紅樓為總館；期間國立清華大學圖書館館藏以原子能、數學研究等研究用書為主，至張東哲1972年接任館長後始推動改善。然而，儘管紅樓於1974年起擴建，仍迅速不敷使用。在中華民國國軍協助下，國立清華大學圖書館於1985年再度遷赴第二綜合大樓為新總館之所在。1989年起並陸續納入國立清華大學視聽中心至麾下，漸次設立數學、人社、物理等分館。至1994年時，總館藏書籍正式超過50萬冊。
同一時期，該館亦持續改善作業與服務方式，於1979年起引入電腦輔助作業，隨資訊科技發展，於1980年代起逐步導入電子化、自動化系統，至1989年起與國立交通大學合作，使兩館圖書證得以直接互通，2003年起再以台灣聯合大學系統為基礎，擴大校際合作範圍至國立陽明大學、國立中央大學等校。期間，該館組織亦多有變革。
在校長劉炯朗指示下，2000年起，國立清華大學圖書館再次啟動新館的籌建工作，並於2013年正式遷入學習資源中心，以其為新總館之所在。:6

## 組織
國立清華大學圖書館為國立清華大學所屬一級單位，置館長、副館長各一人，並設有採編組、資訊系統組、典閱組、服務與創新組、綜合館務組、特藏組等6組及南大分館與人社分館等2分館為二級單位。現任館長為林登松。

## 館舍現況
國立清華大學圖書館現設有總館及人社、數學、物理、南大等4所分館。

### 總館

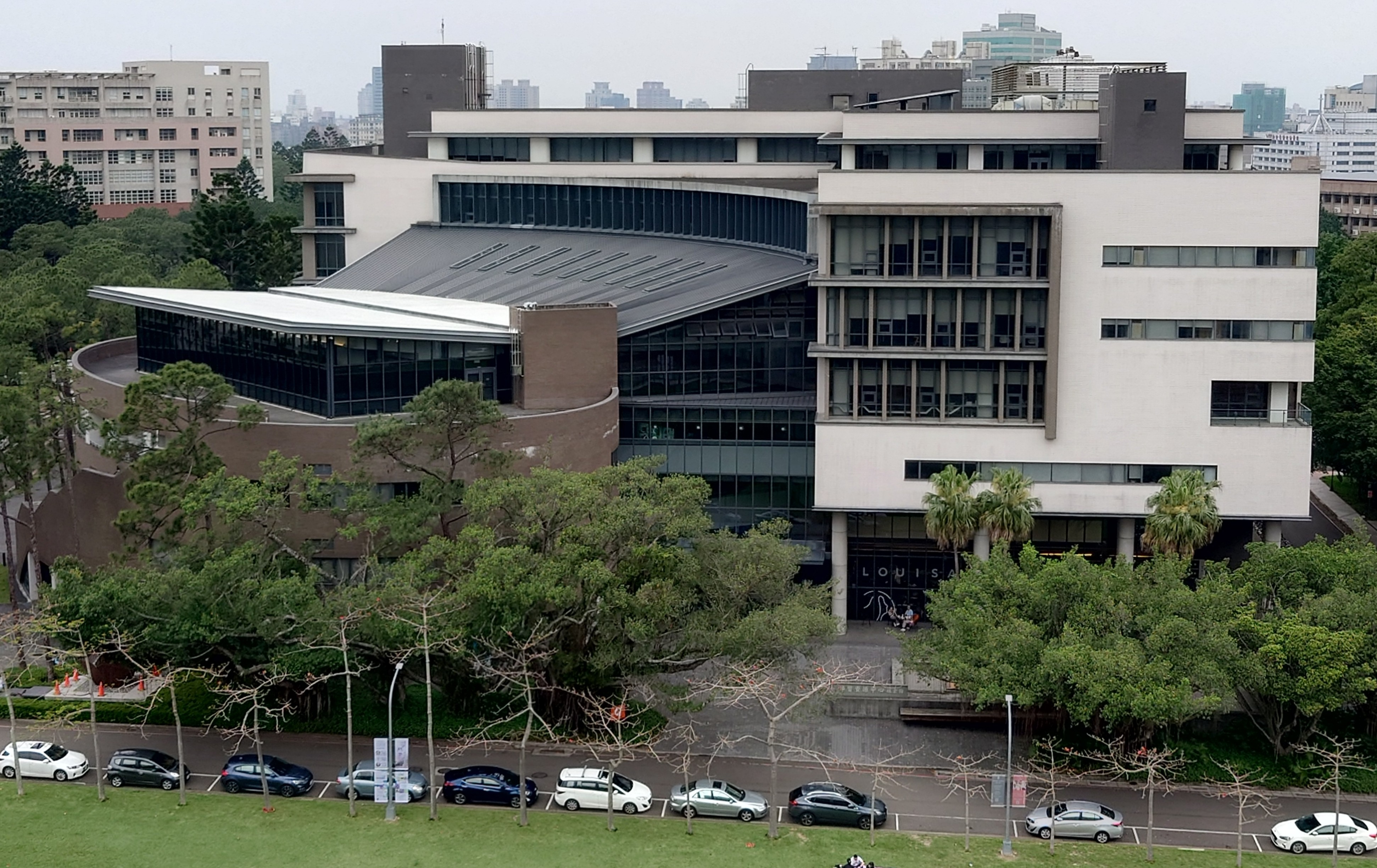
圖書館總館位於學習資源中心後棟（右側）

國立清華大學圖書館於1965年展開獨立館舍的籌建，並於1967年遷入紅樓為第一代總館，1975年進行擴建。1985年遷入新落成的第二綜合大樓。2013年遷入坐落於該校校本部北校區的學習資源中心（旺宏館）後棟，總樓地板面積約20,293平方公尺。

### 分館

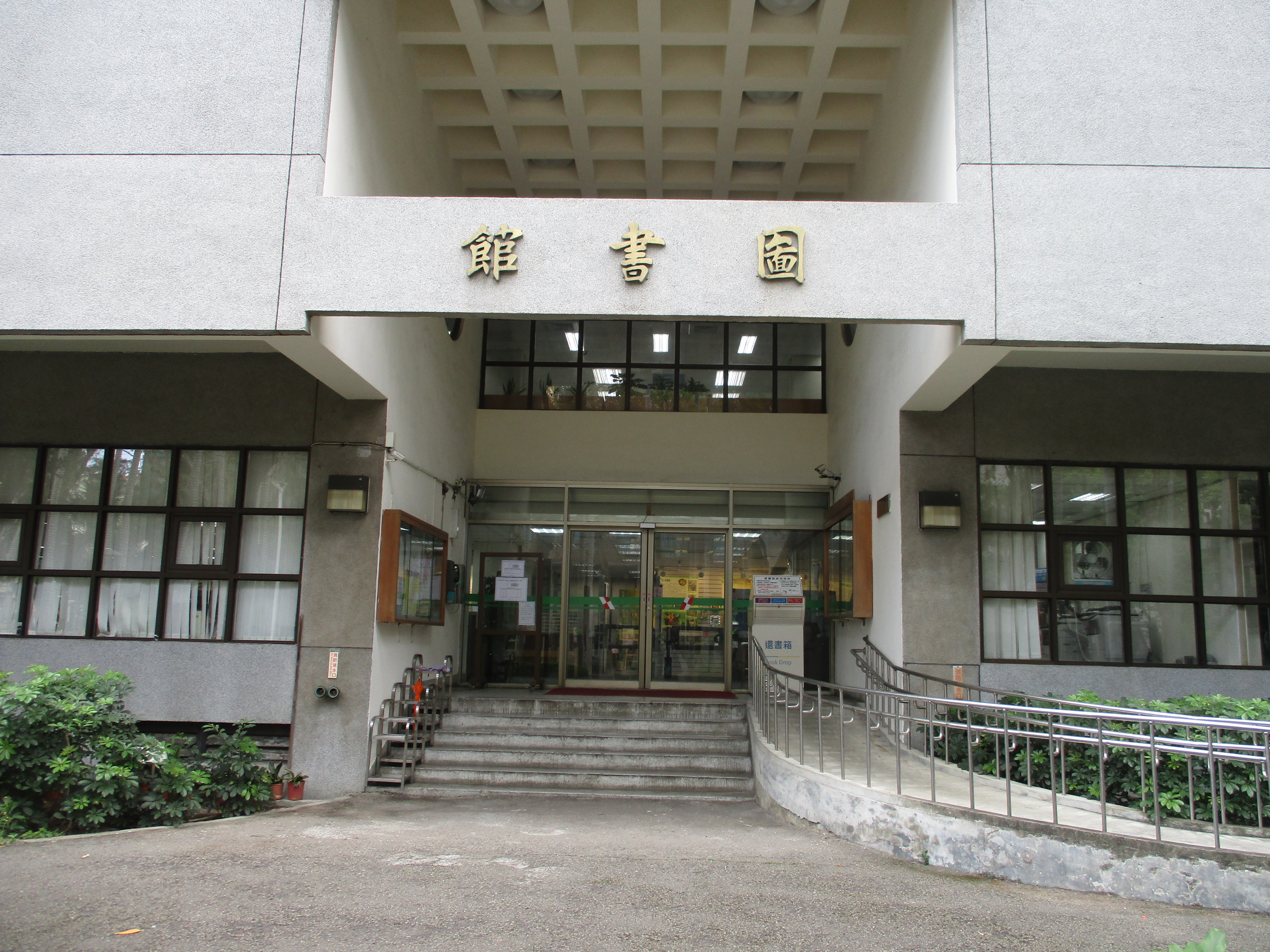
南大分館 ，原新竹教育大學圖書館

- 人社分館：前身於1985年9月設立，最初隸屬人文社會學院，於1992年改隸國立清華大學圖書館正式成為人社分館；館址位於校本部北校區的人文社會學館A區1、2樓內，樓地板面積約4,462.8平方公尺。

- 數學分館：前身為數學圖書室，設立於1976年10月，原所屬數學系，後於1990年改隸國立清華大學圖書館並改稱數學分館；館址位於校本部北校區的第三綜合大樓B棟3、4樓，樓地板面積約1322.31平方公尺。

- 物理分館：前身隸屬於國立清華大學接受補助設立的物理研究推動中心，於1966年設立，自1992年正式成為國立清華大學圖書館物理分館；館址位於校本部北校區的物理館3樓，樓地板面積約826.45平方公尺。

- 南大分館：前身為國立新竹教育大學圖書館，成立於1946年9月。自2016年竹教大併入清大後改設為南大分館；館址位於南大校區內，樓地板面積約5,736.8平方公尺。[1][9][10][11][12]

## 服務
國立清華大學圖書館於2020年的總館藏量為7,183,578件，服務人口65,694人，總館入館人次707,354人次、分館入館人次274,319人次。在2021年1月的世界大學網路排名中排名世界第327名、台灣第1名。

## 外部連結
- 國立清華大學圖書館